# Центар за антиратну акцију
Центар за антиратну акцију је била је првa антиратнa организација основанa у Београду у тренутку распада Југославије. Центар је као удружење грађана основан 15. јула 1991. У његовом оснивању учествовале су нестраначке и невладине организације које су се до тада бавиле људским правима и које су желеле да искажу своје опредељење за мирно решење југословенске кризе. Оснивачи Центра били су Стојан Церовић, Весна Пешић, Лина Вушковић, Зорица Трифуновић, Соња Лихт, Небојша Попов, Дејан Јанча, Тања Петовар, Недељка Радосављевић, Соња Бисерко. Први председник био је Стојан Церовић.

## Циљеви центра
Убрзо по оснивању, Центар је развио две основне врсте делатности: 1) пружање правне помоћи грађанима који не желе да иду у рат  и који се позивају на приговор савести (Саветовалиште Центра) и 2) одржавање јавних манифестација које пропагирају мир, ненасилно решење сукоба и апелују на државне органе одговорне за рат. Такође, Центар се одмах по основању обавезао на праћење примене међунардоног хуманитарног права у оружаним сукобима у Југославији (у складу са Женевским конвенцијама и протоколима).
Поред тога, Центар је активно учествовао и у организовању антиратних демонстрација и концерата за мир, бавио се бележењем и позивима за решавање и давање правне помоћи у случајевима етнички мотивисаних кривичних дела, скупљао информације о ратнохушкачким медијима и упозоравао на кршења норми међународног права.
У оснивачкој публикацији, било је наведено да је Центар представљао “зачетак мировног покрета у подручју у којем пацифизам никада није имао значајнијег утицаја и у којем није развијана култура мирољубивог општења и решавања сукоба”. Такође, у програмском документу јасно су били наведени и циљеви рада Центра: “Центар своје активности развија око краткорочних и дугорочних задатака. Први се односе на непосредне антиратне и мировне акције, а други на утемељење цивилног друштва и вредности о поштовању људских живота, индивидуалних и мањинских права, те демократских институција”.
Центар је био не само антиратно профилисана организација у  датим околностима, већ је у склопу свог деловања заговарао снажан антимилитаристички став, што је било недвосмсилено наведено у оснивачком документу:  “Наши трајни и најважнији циљеви су: демилитаризација Балканског полуострва, његов економски и демократски развој, миран суживот свих његових народа.”

## Активности.
Центар је активно деловао током целог ратног периода и учествовао је у организовању и подржавању небројено много антиратних акција, како у Београду тако и шире, од којих су најпознатије Преговори уместо рата, Ход мира око скупштине Југославије 25. јула 1991; од октобра 1991. године до јануара 1992. године, сваке седмице одржавани су антиратни скупови у позоришту „Душко Радовић”, под скупним називом „Београдски антиратни маратон”. На тим скуповима говорили су новинари, филозофи, социолози, књижевници, историчари, глумци, архитекте и представници антиратних група из Аде, Сенте, Темерина, Новог Сада, Зрењанина, Панчева и других градова Србије („Прекинимо мржњу да престане рат” – солидарност грађана Београда са грађанима Дубровника, 5. октобар 1991; ”Свеће за све погинуле у рату”, децембар 1991). ЦАА је учествовао и у акцијама Црни флор, Паљење свећа, Последње звоно и др.  Поред београдског Центра, постојала је и важна локална заједница у Ади (Центар за антиратну акцију Ада).
Једна од првих активисткиња која се укључила у рад Центра била је Сташа Зајовић. Она о свом искуству бележи: ”Активност у Центру за антиратну акцију била је логичан наставак мог антимилитаристичког опредељења. У Центру су углавном радиле жене, па ми се учинило као да се залагање за мир тиче само једног пола, као да је то дeо наше традиционалне женске улоге – бриге о другима, тешење, скривање, пружање подршке. То је невидљив, скривени, непризнати женски рад. Као феминисткиња знам да је то само продужетак кућног рада, да има терапеутско дјеловање, али не трансформативни карактер. У мени се почело кувати неко незадовољство, а иначе сам са свим мушкарцима из Центра имала јако добар однос.” По изласку из ЦАА, Сташа Зајовић је основала Жене у црном.
С друге стране, београдски Центар за антиратну акцију карактерисале идеолошке, професионалне и личне поделе које су утицале и на релативно брзу фрагментацију антиратних активности. Центар за антиратну акцију је представљао „амалгам“ људи различитих идеолошких опредељења, што је утицало на размимоилажење по питању узрока и природе распада Југославије. Главна тачка раздора је био покушај једне групе активиста да подједнак део одговорности припишу свим политичким елитама по југословенским републикама, док су другу групу чинили они који нису желели да се на тај начин релативизује одговорност Милошевићевог режима.